# José Pessôa Cavalcanti de Albuquerque

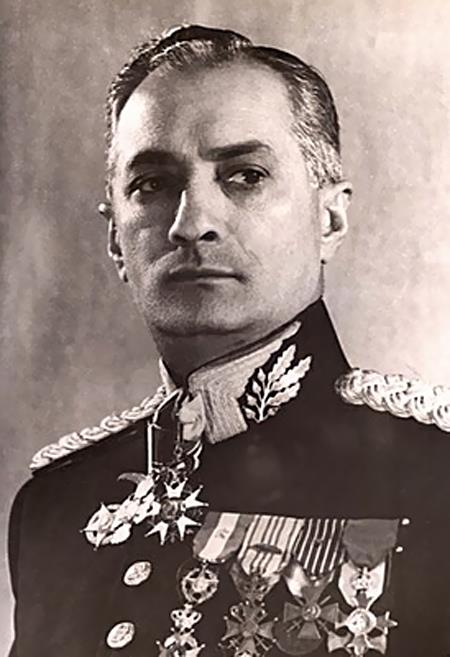
Marschall José Pessôa Cavalcanti de Albuquerque

José Pessôa Cavalcanti de Albuquerque (* 12. September 1885 in Cabaceiras, Paraíba; † 16. August 1959 in Rio de Janeiro) war ein brasilianischer Marschall.

## Leben
Cavalcanti de Albuquerque absolvierte eine Offiziersausbildung im Heer (Exército Brasileiro) der Streitkräfte (Forças Armadas do Brasil) und fand im Anschluss verschiedene Verwendungen als Offizier sowie Stabsoffizier. Am 18. August 1927 wurde er zum Oberstleutnant sowie am 29. August 1929 zum Oberst befördert. Als Nachfolger von Brigadegeneral José Vitoriano Aranha da Silva wurde er am 19. November 1930 Kommandant der Militärschule Realengo (Escola Militar do Realengo) und bekleidete diesen Posten bis zum 7. August 1934, woraufhin Brigadegeneral José Meira de Vasconcelos sein Nachfolger wurde. Er selbst wurde am 3. August 1933 ebenfalls zum Brigadegeneral befördert und war im Anschluss zwischen 1934 und 1938 Kommandeur des Küstenartilleriebezirks der 1. Militärregion (1.ª Região Militar).
Von 1939 bis 1945 war Cavalcanti de Albuquerque Inspekteur der Kavallerie und erhielt in dieser Funktion am 24. Mai 1940 seine Beförderung zum Generalmajor. Er war von 1946 bis 1947 Militärattaché an der Botschaft in Großbritannien und zuletzt als Nachfolger von Generalmajor Raymundo Sampaio vom 23. Juli 1948 bis zum 12. September 1949 Oberkommandierender der Militärkommandos Süd CMS (Comando Militar do Sul), woraufhin Generalmajor Newton Estillac Leal sein dortiger Nachfolger wurde. Am 12. September 1949 schied er aus dem aktiven Militärdienst aus und wurde zum General befördert. Im Januar 1953 erhielt er den Dienstgrad eines Marschalls (Marechal do Exército Brasileiro).
Cavalcanti de Albuquerque war ein Neffe von Epitácio Lindolfo da Silva Pessoa, der vom 28. Juli 1919 bis zum 15. November 1922 Staatspräsident Brasiliens war. Sein jüngerer Bruder war der Politiker und Gouverneur des Bundesstaates Paraíba João Pessoa Cavalcânti de Albuquerque, dessen Ermordung am 26. Juli 1930 als eines der Schlüsselereignisse für die Revolution von 1930 gilt.

## Weblink
- Eintrag in Generals.dk